# Pour introduire le narcissisme
Pour introduire le narcissisme (en allemand Zur Einführung des Narzissmus) est un essai de Sigmund Freud sur le narcissisme qui paraît pour la première fois en 1914 dans le Jahrbuch der Psychoanalyse.

## Histoire
.  

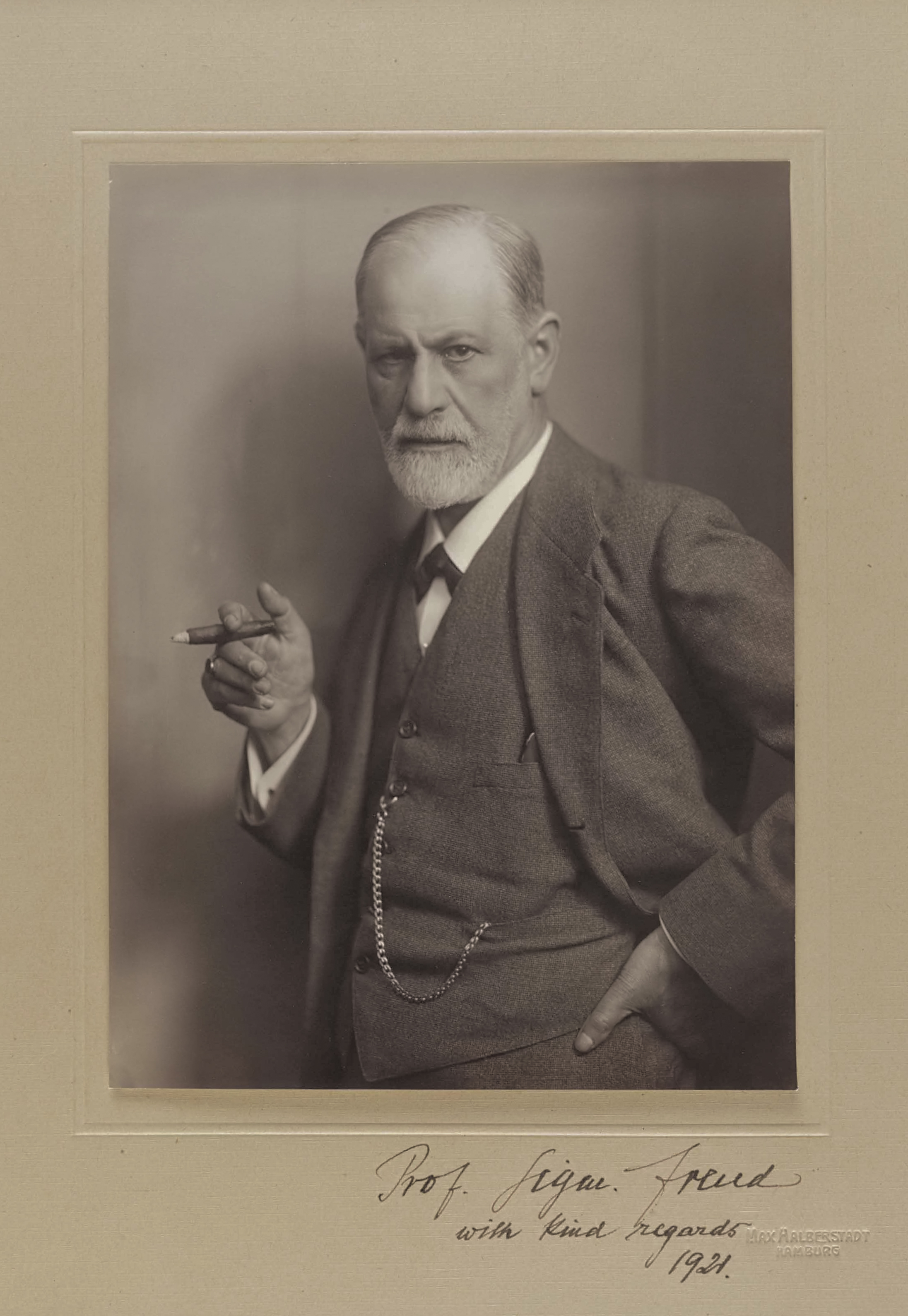
Sigmund Freud (1921), par Max Halberstadt, photographe portraitiste, qui épousa Sophie Freud en janvier 1913. Photo dédicacée avec la signature de Freud.

C'est en 1914 que Sigmund Freud publie dans le Jahrbuch der Psychoanalyse (de) son essai Zur Einführung des Narzissmus dans sa rédaction définitive.
Le 16 mars 1914, Freud écrit à Karl Abraham : « Je vous envoie demain le Narcissisme ; ce fut un accouchement difficile »: il en avait élaboré le projet l'année précédente lors de son séjour à Rome en septembre 1913.

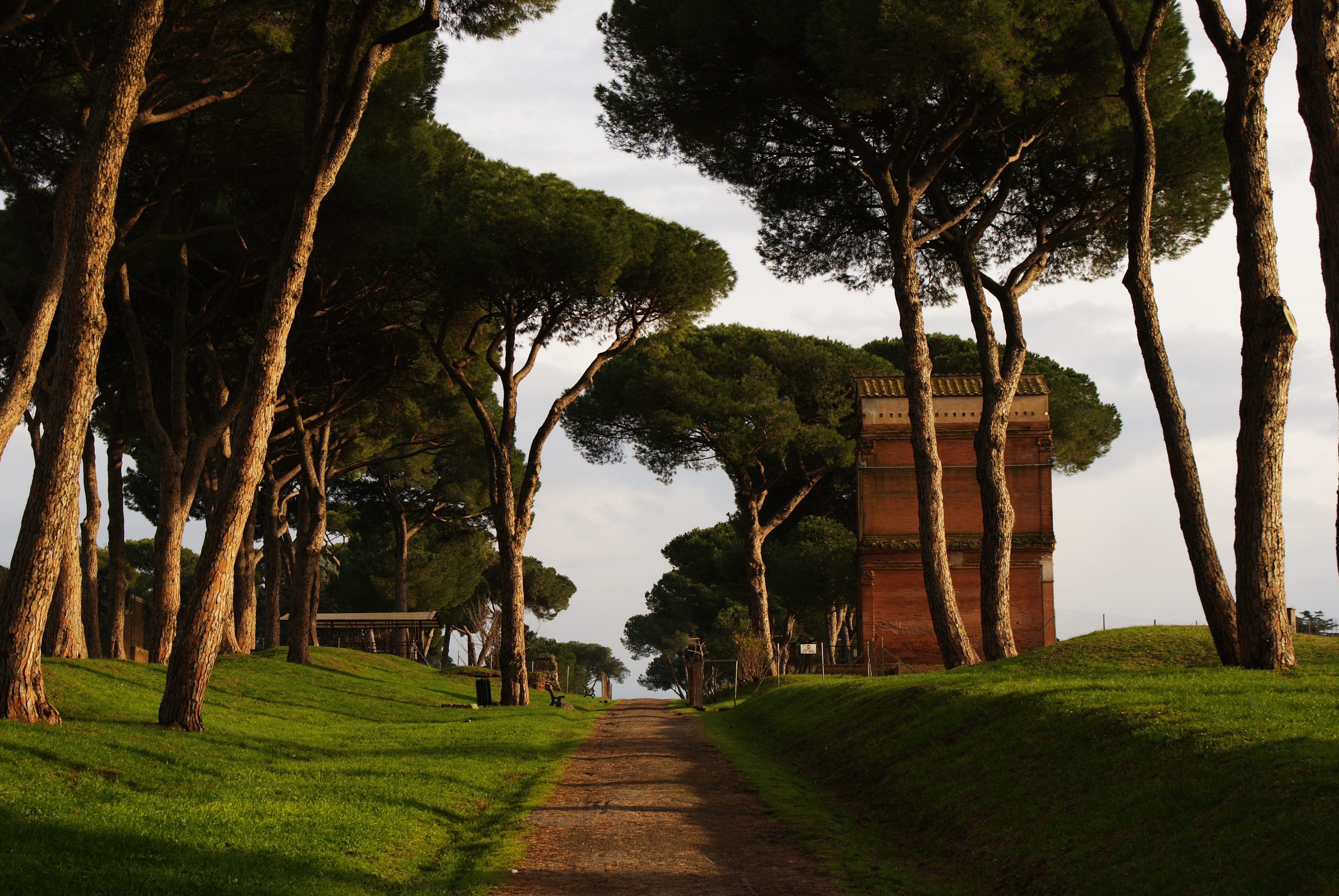
En septembre 1913, à Rome où il dresse le plan complet de son long article sur le narcissisme, Freud visite entre autres la ravissante Tombe Latine.

L'année 1913 est riche en événements pour Freud, même si d'après Jones, l'événement capital est« sa rupture définitive avec Jung » en septembre au Congrès de Munich. Il y a aussi « un grand événement » familial, le mariage de la deuxième fille de Freud, Sophie, avec Max Halberstadt de Hambourg, un gendre, note Jones, « aussi bien vu que l'avait été le mari de Mathilde ». Freud écrit Totem et tabou, et sinon, se déplace beaucoup, soit avec sa famille, soit pour des congrès. C'est en compagnie de Ferenczi qui a rejoint les Freud dans les Dolomites où la famille se trouve en août — Karl Abraham y a séjourné aussi quelques jours — que Freud se rend au Congrès de Munich début septembre. Après le Congrès, il part immédiatement pour Rome en compagnie cette fois de sa belle-sœur  Minna Bernays qui l'a rejoint à Bologne. Minna ne tenant pas à visiter toute la journée les lieux que son beau-frère souhaite voir ou revoir, Freud peut consacrer beaucoup de temps à ses travaux, et c'est donc durant « ces dix-sept jours délicieux dans la Ville Eternelle, du 10 au 27 » septembre 1913, qu'il « dresse le plan complet de son long article sur le narcissisme ».   
Dès les premières lignes de son essai, Freud déclare avoir emprunté le terme « narcissisme » à Paul Näcke qui l'utilise en 1899 pour décrire une perversion; il reviendra en 1920 sur cette assertion dans une note ajoutée aux Trois essais sur la théorie sexuelle en attribuant la création du mot à Havelock Ellis. Le Vocabulaire de la psychanalyse apporte la précision suivante: Näcke a bien forgé le terme  Narzissmus, mais pour commenter des vues d'Havelock Ellis dans Autoerotism, a psychological Study (1898) où celui-ci décrit un comportement pervers en relation avec le mythe de Narcisse.
Freud avait entrepris en 1909, dans une discussion à la Société psychanalytique de Vienne, de définir le narcissisme comme « un stade de développement nécessaire dans le passage de l'auto-érotisme à l'amour d'objet ». D'après la notice des OCF.P, le terme de « narcissisme » est introduit en 1910 dans une note ajoutée à la deuxième édition des Trois essais sur la théorie sexuelle. Dans le « long article » que représente Pour introduire le narcissisme, écrit Jones, Freud « met [...] en place non seulement l'opposition nouvelle entre la libido du moi et la libido d'objet, mais aussi les notions de moi idéal et d'idéal du moi ».
Selon Élisabeth Roudinesco et Michel Plon, Freud élabore Pour introduire le narcissisme en s'appuyant sur l'apport de Karl Abraham concernant les psychoses: en 1908, dans Les différences psychosexuelles entre l'hystérie et la démence précoce, Abraham « avait décrit le processus de désinvestissement de l'objet et le repli de la libido sur le sujet », caractéristique de la démence précoce.
Si Freud avait commencé de recourir au terme de narcissisme plusieurs années avant d'en « introduire » le concept, l'essai de 1914 signifie par contre qu'il entend introduire maintenant le concept de narcissisme « dans l'ensemble de la théorie psychanalytique ». Il va traiter en particulier dans son étude des « investissements libidinaux »: la psychose notamment, qu'il appelle alors « névrose narcissique », montre comment la libido peut « réinvestir le moi en désinvestissant l'objet ».

## Composition du texte
Selon Michel Vincent, Freud introduit le narcissisme en psychanalyse afin de rendre compte de ses quatre aspects différents : le narcissisme perversion sexuelle, le narcissisme étape du développement, le narcissisme comme investissement libidinal du Moi et le narcissisme comme choix d'objet. L'Idéal du Moi est décrit comme héritier du narcissisme infantile, et une instance d'auto-observation.
Le texte se compose de trois parties :
- Dans la première partie, il s'agit pour Freud de montrer « que la théorie de la libido s'applique à la "paraphrénie" », dans la mesure, explique-t-il, où la libido retirée au monde extérieur a été rapportée au Moi[8]. Freud distingue par conséquent une "libido du Moi" et une "libido d'objet" et "plus l'une absorbe, plus l'autre s'appauvrit"[9].
- Dans la seconde partie, l'étude du narcissisme est abordée « par celles "de la maladie organique, de l'hypocondrie et de la vie amoureuse des deux sexes" »[9]. À l'occasion de cette dernière, Freud traite du « choix de l'objet » : Au choix de l'objet par étayage sur le modèle de « la femme qui nourrit, l'homme qui protège », et qui  serait « caractéristique de l'homme », s'ajouterait à présent un « choix selon le type narcissique: ce que l'on est soi-même, ce que l'on a été soi-même, ce que l'on voudrait être soi-même, la personne qui a été une partie du propre soi », ce type de choix narcissique étant plus caractéristique, selon Freud, de la femme « dont le narcissisme, à l'instar de celui des enfants (en qui les parents projettent leur propre narcissisme), des chats, des animaux de proie, des humoristes ou des grands criminels, agirait comme un attrait puissant »[9].
- La troisième partie amorce « un enrichissement théorique précurseur des modifications de la deuxième topique en 1923 »[9]. C'est dans cette dernière partie en effet que sont introduites les notions de Moi idéal (Idealich) et d'Idéal du Moi (Ichideal):  Freud ayant attribué le refoulement « à "l'estime de soi (Selbstachtung) qu'a le Moi", il définit un "idéal" auquel chacun mesure son Moi actuel »[9]. Il écrit: « C'est à ce Moi idéal que s'adresse maintenant l'amour de soi dont jouissait dans l'enfance le Moi réel » et « une instance psychique doit "veiller à ce que soit assurée la satisfaction narcissique provenant de l'Idéal du Moi" »[9]. Freud lie cette instance d'observation « à la "conscience morale" », ce qui, selon Alain de Mijolla, annoncerait le futur « Surmoi »[9].

## L'essai de 1914 dans l'histoire du mouvement psychanalytique et dans l'œuvre de Freud

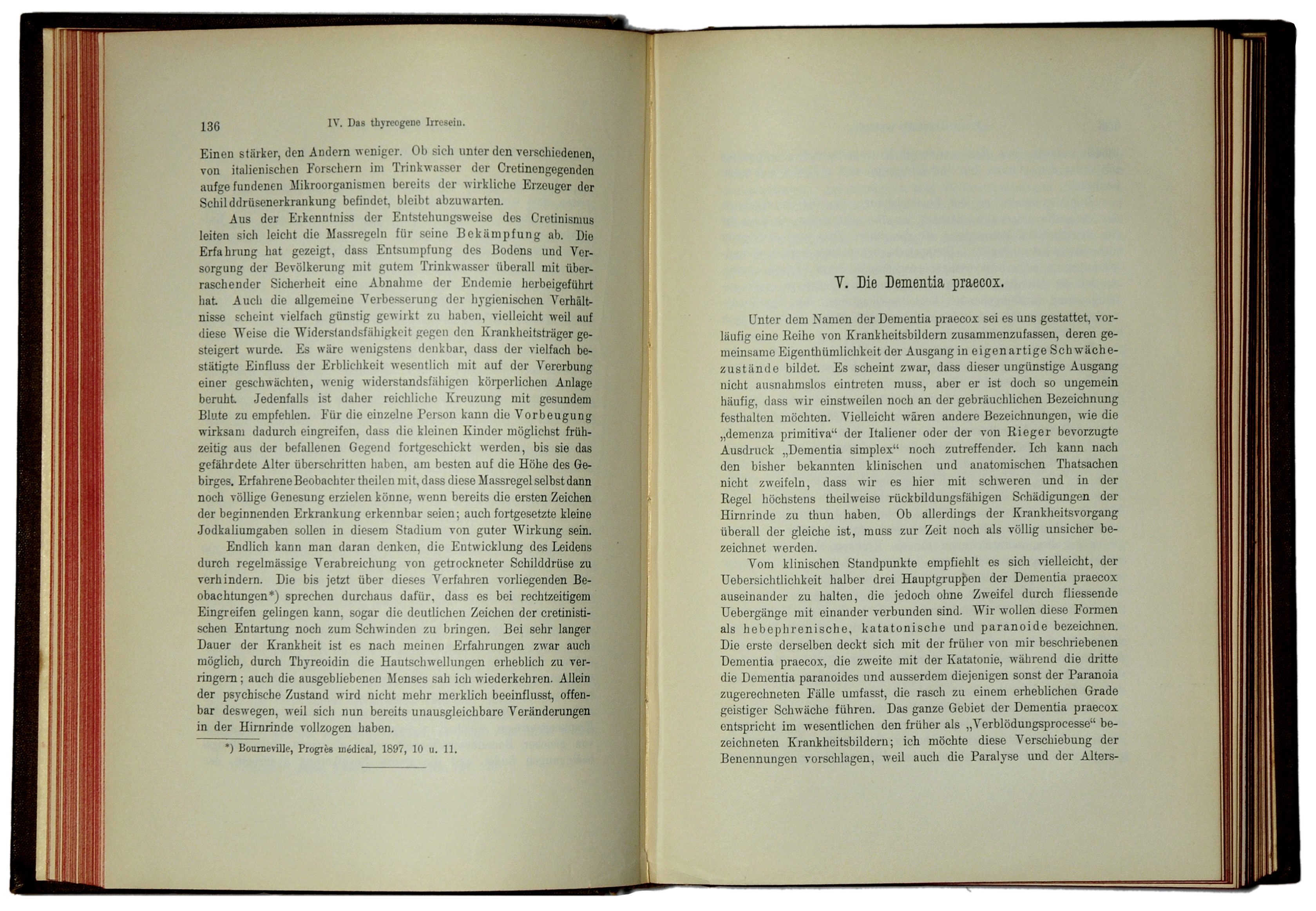
Dementia praecox (Emil Kraepelin, 1899). L'essai de 1914 de Freud correspond à la période de rupture avec Jung et au différend avec ce dernier sur notamment la démence précoce à propos de la théorie freudienne de la libido.

En même temps que Pour introduire le narcissisme, paraît également dans le même numéro du Jahrbuch  « Contributions à l'histoire du mouvement psychanalytique », dont Ernest Jones souligne la continuité avec l'essai sur le narcissisme. D'après Jones, l'essai sur le narcissisme de 1914, à sa parution, suscita « l'effervescence » parmi « les élèves de Freud, déconcertés par la densité et la nouveauté de son contenu ». James Strachey rappelle que Freud écrivit Pour introduire le narcissisme « sous la pression d'une nécessité interne, le concept de narcissisme représentant "une alternative à la “libido” désexualisée de Jung et à la “protestation masculine” d'Adler" ». Pour Freud, l'écriture de Pour introduire le narcissisme correspond en effet à la période de rupture avec Carl Gustav Jung et des critiques de ce dernier « à l'encontre de la théorie de la libido », Jung jugeant « qu'elle échouait à rendre compte de la démence précoce ».

### L'abord de la psychose
Jean Laplanche insiste sur le fait qu'à la différence de Jung, Freud différencie deux degrés dans le repli de la libido, celui sur la vie fantasmatique correspondant à l'introversion de Jung, et celui « sur cet objet privilégié qu'est le moi ». Selon Laplanche, l'introversion, certes apte à expliquer certains aspects de l'existence névrotique, est incapable en elle-même de rendre compte du renversement opéré par la psychose, laquelle crée une sorte de « monde au-delà du miroir » dans la seule « sphère du moi » où se recrée un nouveau monde fantasmatique. À partir d'une « fin du monde » libérant l'énergie libidinale, se produit en effet dans la sphère du moi, où a eu lieu le retrait, la tentative de « liaison » sous deux formes: le délire des grandeurs avec élargissement de la limite du moi jusqu'aux confins cosmiques, ou au contraire son rétrécissement aux dimensions de l'organe souffrant dans l'hypocondrie. Le « combat psychotique » à ses débuts, visant à endiguer le débordement de l'angoisse, « se présente toujours comme une tentative désespérée pour cerner à nouveau un nouveau territoire », écrit Jean Laplanche.

### Relation avec la psychologie de l'enfant et des peuples primitifs

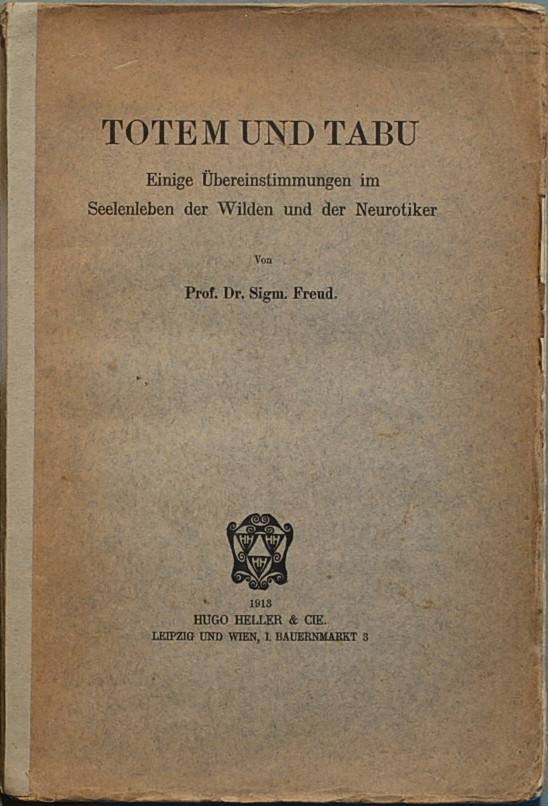
Évocation de la toute-puissance de la pensée dans l'essai de 1914, suite à Totem et tabou (1913).

L'introduction du narcissisme permet à Freud d'évoquer la « psychologie de l'enfant et des peuples primitifs », cette dernière venant à la suite  des développements de Totem et tabou où certains traits dus à l'isolement  pouvaient leur être attribués, comme la surestimation de la toute-puissance des désirs et des actes psychiques: « toute-puissance de la pensée » et  force magique des mots, avec une technique comme la magie comme « application conséquente de ces présuppositions mégalomaniaques » dans le monde extérieur.

### Moment significatif pour la définition du moi
Dans la période charnière de 1914-1915, l'introduction du narcissisme entraîne des apports nouveaux pour la définition du moi, en relation avec la notion d'identification et la différenciation au sein même du moi de composantes « idéales » qui s'élaborent à ce moment:
- Le moi n'est pas là d'emblée: il exige pour se constituer « une nouvelle action psychique »[12].
- Il représente une unité par rapport au fonctionnement anarchique et morcelé de l'auto-érotisme[12].
- C'est un objet d'amour qui s'offre à la sexualité au même titre qu'un objet extérieur, ce qui, au regard du choix d'objet, amène Freud à poser « la séquence: auto-érotisme, narcissisme, choix d'objet homosexuel, choix d'objet hétérosexuel »[12].
- La définition du moi comme objet « interdit par conséquent de le confondre avec l'ensemble du monde intérieur du sujet » (d'où la différence avec l'introversion de Jung)[12].
- Du point de vue économique, le moi est « un grand réservoir de libido » d'où la libido est envoyée vers les objets, mais reste « prêt à absorber de la libido qui reflue à partir de ces objets »: il est le lieu d'une « stase permanente » de la libido.  Freud recourt à l'image d'un « animalcule protoplasmique » pour le caractériser[12].
- Enfin, Freud décrit non seulement un « choix d'objet narcissique » pour lequel l'objet d'amour se définit par sa ressemblance avec le propre moi de l'individu — ainsi qu'on le trouve dans certains cas d'homosexualité masculine, mais est aussi amené à remanier son type de choix d'objet par étayage[12].

## Parution, éditions, traductions
1914 : Parution de Zur Einführung des Narzissmus dans Jahrbuch der Psychoanalyse, 6, p. 1-24.

### Éditions allemandes
- 1924 : Leipzig-Wien-Zürich, Internationaler Psychoanalytischer Verlag
- 1925 : Gesammelte Schriften, t. VI, p. 155-187
- 1946 : Gesammelte Werke, t. X, p. 138-170
- 1975 : Studienausgabe, t. III, p. 41-68

### Traductions
En anglais
- 1957 :  On Narcissism: an Introduction, in Standard Edition, t. XIV, p. 73-102

En français
- 1969 : Pour introduire le narcissisme, traduction de Jean Laplanche in S. Freud, La vie sexuelle, Paris, Puf, p. 81-105
- 2005 : Pour introduire le narcissisme, traduction de Jean Laplanche, dans Œuvres complètes de Freud / Psychanalyse (OCF.P), t. XII 1913-1914, Paris, Puf,  (ISBN 2 13 0525 17 2), p. 213-245
- 2012 : Pour introduire le narcissisme (suivi de : Freud, « Une difficulté de la psychanalyse » et dun essai de Karl Abraham), traduction de l'allemand par Olivier Mannoni, préface de Anne Brun, Éditions Payot & Rivages,  (ISBN 978-2-228-90743-9).